# With Lasers
With Lasers to album muzyczny wydany przez grupę muzyczną Bonde do Rolê. 

## Lista utworów
1. "Dança do Zumbi" - 2:51
2. "Solta O Frango" - 2:15
3. "James Bonde" - 1:59
4. "Tieta" - 1:59
5. "Office Boy" - 2:29
6. "Marina do Bairro" - 2:14
7. "Divine Gosa" - 2:46
8. "Gasolina" - 3:36
9. "Caminhao de Gas" - 2:20
10. "Geremia" - 2:44
11. "Quero te Amar" - 3:10
12. "Bondallica" - 2:04

Utwór "Solta O Frango" występuje w ścieżce dźwiękowej do gry komputerowej FIFA 08.